# Sé titular de Tíndaris
A Sé Titular de Tíndaris (em latim: Tindaris) é uma sé titular da Igreja Católica, representante da antiga Diocese de Tyndaris.

## História
As notícias sobre a diocese de Tíndaris são escassas, documentadas com certeza desde o início do século VI até meados do VII.
Existem quatro bispos atribuídos a essa antiga sé siciliana: Severino, que participou de dois sínodos romanos na época do Papa Símaco no início do século V; Eutíquio, que recebeu em 593 uma carta do Papa Gregório Magno, com a qual o pontífice felicitou muitos pagãos pela conversão ao cristianismo; Benenato, que também recebeu uma carta do Papa Gregório I (julho de 599) autorizando-o a consagrar um oratório e; finalmente Teodoro, que participou do Concílio de Roma em 649.
Como evidenciado pela correspondência de Gregório Magno, até o início do século VII a Sicília não possuía Sés metropolitanas e, embora politicamente sujeita ao Império Bizantino, dependia eclesiástica do patriarcado de Roma: na verdade todas as dioceses sicilianas eram sufragâneas da diocese de Roma. Somente a partir da primeira metade do século VIII, após as controvérsias sobre a iconoclastia, a Sicília foi removida da jurisdição de Roma pelo imperador Leão III, o Isauro e sujeita ao patriarcado de Constantinopla (cerca de 732); entre os séculos VIII e IX, foi estabelecida a arquidiocese metropolitana de Siracusa, à qual todas as dioceses sicilianas foram submetidas, incluindo a de Tíndaris, da qual os bispos não são mais conhecidos após 649.
No Notitia Episcopatuum elaborado na época do imperador Leão VI e datável do início do século X, Tíndaris ainda está documentada entre os sufragâneas de Siracusa. A situação descrita por este Notitia Episcopatuum é, no entanto, puramente ideal; de fato, em 836, Tindari foi conquistada pelos árabes e de sua diocese não há mais notícias.
Quando a Sicília foi submetida pelos normandos no século XI, a diocese de Tíndaris não foi mais reconstituída, e seu antigo território tornou-se parte da nova diocese de Patti.
Desde 1968, Tíndaris é uma sé de bispo titular da Igreja Católica.

## Prelados

### Bispos de Tíndaris
- Severino † (antes de 501 - depois de 502)
- Eutíquio † (mencionado em 593)
- Benenato † (mencionado em 599)
- Teodoro † (mencionado em 649)

### Bispos-titulares de Tíndaris
- Raymond Philip Etteldorf † (1968 - 1986)
- Paolo Giglio † (1986 - 2016)
- Luiz Antônio Lopes Ricci (2017 - 2020)
- Dorival Souza Barreto Júnior (desde 2020)